# Villefranche-d’Albigeois
Villefranche-d’Albigeois település Franciaországban, Tarn megyében. Lakosainak száma 1235 fő (2022. január 1.). Villefranche-d’Albigeois Ambialet, Bellegarde-Marsal, Le Fraysse, Mouzieys-Teulet, Paulinet, Sérénac, Teillet és Terre-de-Bancalié községekkel határos.

## Népesség
A település népessége az elmúlt években az alábbi módon változott:
| Lakosok száma | 1234 | 1241 | 1274 | 1256 | 1250 | 1248 | 1244 | 1239 | 1235 |
|               | 2013 | 2015 | 2016 | 2017 | 2018 | 2019 | 2020 | 2021 | 2022 |